# Shamosaurus
Shamosaurus scutatus is een plantenetende ornithischische dinosauriër, behorend tot de Ankylosauria, die tijdens het vroege Krijt leefde in het gebied van het huidige Mongolië. 

## Vondst en naamgeving
In 1977 vond een Sovjet-Mongoolse expeditie op de Chamrin-Us-vindplaats in Dornogovĭ het skelet van een nog onbekende ankylosauriër, de eerste keer dat een fossiel van die diergroep in het Onder-Krijt van Mongolië was aangetroffen.
In 1983 benoemde en beschreef Tatjana Toemanowa de typesoort Shamosaurus scutatus. De geslachtsnaam is afgeleid van het Chinees sha mo, "zandwoestijn", de naam voor de Gobiwoestijn. De soortaanduiding betekent "beschermd door een schild" in het Latijn, een verwijzing naar de lichaamspantsering.
Het holotype, PIN 3779/2, is gevonden in een laag van de Dzunbainformatie die dateert uit het Aptien-Albien, ongeveer 115 miljoen jaar oud. Het bestaat uit een gedeeltelijk skelet met schedel. Later zijn nog specimina PIN 3779/1, een stuk schedel, en PIN 3101, een stuk onderkaak, toegewezen. Toemanowa beschreef in eerste instantie alleen de schedel. Later gaf ze in overzichtwerken ook wat afbeeldingen van wervels, het schouderblad, de onderkaken en osteodermen maar een echte beschrijving van de postcrania, de delen achter de schedel, is nooit gepubliceerd; ook is onbekend welke daarvan nu precies aangetroffen zijn. Daartoe behoren in ieder geval twee halsbergen die samen met de schedel in het Палеонтологический институт (Paleontologisch Instituut) van Moskou worden tentoongesteld.

## Beschrijving

### Grootte en onderscheidende kenmerken
Shamosaurus is een middelgrote ankylosauriër. Gregory S. Paul schatte in 2010 de lichaamslengte op vijf meter, het gewicht op twee ton. De schedel heeft een lengte van zesendertig centimeter.
Victoria Megan Arbour gaf in 2014 enkele kenmerken die naar huidige inzichten nog onderscheidend zijn. Sommige daarvan worden echter gedeeld met Gobisaurus. De osteodermen op het schedeldak zijn niet geprononceerd en niet afgebakend als duidelijke caputegulae, koptegeltjes. De hoorns op de schedelhoeken zijn kort en wat afgerond. De wanghoorn heeft een top in het midden. De achterrand van de schedel heeft geen duidelijke uitsteeksels. Verschillen met Gobisaurus zijn een kortere tandrij, 40% in plaats van 26,7% van de schedellengte, het naar voren hellen van het voorvlak van het pterygoïde; en de diep ingekerfde voorkant van de beenkern van de bovensnavel, tussen de praemaxillae. Iedere praemaxilla op zich heeft daarnaast nog eens een lengtegroeve aan de voorkant. Het laatste kenmerk is niet van andere Ankylosauridae bekend.

### Skelet
De schedel is nogal plat. De snuit heeft een ovaal profiel in bovenaanzicht. De bovensnavel vormt een scherpe punt die schuin afhangt. De praemaxillae zijn tandeloos. Op de achterste praemaxillae bevindt zich een bult gevormd door huidverbeningen. De oogkas is vrij klein en heeft de vorm van een afgeronde veelhoek. Het schedeldak is achter het niveau van de oogkas tamelijk hoog. De wanghoorn is niet erg uitstekend. Het kaakgewricht ligt ver achter de oogkas. De achterhoofdsknobbel is schuin naar beneden gericht. De onderkant van de hersenpan, het basiocciptale, is nauw en rond. Het verhemelte loopt zijdelings naar beneden af. Er is een secundair verhemelte gevormd door de interne vleugels van de bovenkaaksbeenderen.

### Osteodermen
De halsbergen bestaan ieder uit zes osteodermen, huidverbeningen, die vastgegroeid zijn op een diepere verbindende beenband. De middelste osteodermen bovenop, zijn laag en hebben een kiel die iets naar achteren en weg van de middenlijn gericht is. De osteodermen aan de zijkanten zijn groter en die onderaan het grootst met een piek die vooraan ligt — nog verder uitstekend dan de voorrand van de beenband — en naar bezijden gericht is. De tweede halsberg, die meer naar achter op de nek lag, is overdwars een derde breder. Zijn beenband is, van voor naar achter gemeten, twee maal zo breed.
Bepaalde osteodermen van de romp zijn min of meer haaientandvormig en stonden vermoedelijk op de zijkant. Andere platen zijn ovaal en vlak, zonder stekels. Het is de vraag of een staartknots aanwezig was.

## Fylogenie
Shamosaurus werd door Toemanowa in de Ankylosauridae geplaatst. Ze benoemde ook een eigen Shamosaurinae. Volgens een analyse door Arbour is Gobisaurus de zustersoort van Shamosaurus in de Shamosaurinae, een basale groep ankylosauriden. In 2014 was Shamosaurus de oudste bekende soort die met zekerheid tot de Ankylosauridae behoorde.